# Ferdinand Krieger (Ingenieur)
Ferdinand Krieger (* 29. September 1858 in Goldap; † 28. November 1919 in Königsberg i. Pr.) war ein deutscher Tiefbauingenieur.
1888 wurde Krieger als Regierungsbaumeister bei der Königsberger Bauverwaltung angestellt. Ihm unterstand die Bauausführung der samländischen Stauteiche und des Elektrizitätswerks im Löbenichtschen Mühlengrund, dessen Direktor er wurde. Er baute die erste elektrische Straßenbahn in Ostpreußens Provinzialhauptstadt, als sonst überall im Deutschen Kaiserreich noch Pferdebahnen fuhren. Das Netz wird in Kaliningrad noch heute benutzt.
1894 übernahm Krieger auch die Wasserwerke, für die er Filter, Kläranlagen und neue Pumpen schuf. In Kosse  erbaute er die neue Gasanstalt (1900) und das neue Elektrizitätswerk (1907).
Von 1899 bis 1903 saß er für die Deutsche Freisinnige Partei im Preußischen Abgeordnetenhaus.